# محمد بن شخبوط بن ذياب آل نهيان
الشيخ محمد بن شخبوط بن ذياب بن عيسى آل نهيان هو الحاكم الثالث لإمارة أبوظبي. تولى الحكم من (1816 -1818) بعد والده الشيخ شخبوط بن ذياب بن عيسى آل نهيان المؤسس الفعلي لإمارة أبوظبي.

## حياته
كان يشارك والده في الحكم. وفي سنة 1816 تنازل والده عن الحكم، وهناك من يرى أنه أوقف والده عن التصرف في أمور الحكم. وبقي الوالد حاكماً اسمياً. ولكن مدة حكمه لم تطل إذ ثار عليه أخوه طحنون بن شخبوط بن ذياب آل نهيان وأطاح به وهرب محمد إلى قطر ولجأ إلى آل خليفة، استقر في الحويلة في شمال قطر. ويوجد من ذريته في البحرين وأبوظبي حالياً.